# Eccellenza 2018/2019
Soutěžní ročník Eccellenza 2018/2019 byl 28. ročník páté nejvyšší italské fotbalové soutěže. Jedná se o regionální ligu (19 provincií) z 28 skupin v nichž hraje celkem 462 klubů.
Z každé skupiny postoupil vítěz skupiny a jeden klub který vyhrál play off.
Z každé skupiny většinou sestupovaly 3 kluby. Jeden přímo jako poslední ve skupině a dva kluby z play out.

## Souhrn skupin
| Region                                                                | Vítězný klub                      | Další postupující klub        | Sestupující kluby                                                                                  |
| --------------------------------------------------------------------- | --------------------------------- | ----------------------------- | -------------------------------------------------------------------------------------------------- |
| (Abruzzo) Eccellenza Abruzzo                                          | ASD Chieti FC 1922                | Pol. D. Torrese               | ASD Martinsicuro, SPD Amiternina, ASD Miglianico                                                   |
| (Basilicata) Eccellenza Basilicata                                    | ASD Grumentum Val d'Agri          | USD Lavello                   | FC Murese Aurora 2000, Avigliano Calcio PZ                                                         |
| (Kalábrie) Eccellenza Calabria                                        | ASD Corigliano Calabro            | ASD Reggiomediterranea        | ASD Jonica Siderno, ASD Cutro, FC Calcio Acri SCSD                                                 |
| (Kampánie) Eccellenza Campania – Skupina A                            | ASD FC Giugliano 1928             | ASD Gladiator 1924            | ASD Real Agro Aversa, ASD Virtus Ottaviano, AS Barano Calcio                                       |
| (Kampánie) Eccellenza Campania – Skupina B                            | ACD San Tommaso Calcio            | US Agropoli 1921              | ASD Solofra Calcio, ASD San Vito Positano, ASD Valdiano                                            |
| (Emilia-Romagna) Eccellenza Emilia-Romagna – Skupina A                | Correggese                        | Agazzanese                    | Solierese, Pallavicino, Salsomaggiore, Campagnola                                                  |
| (Emilia-Romagna) Eccellenza Emilia-Romagna – Skupina B                | Alfonsine                         | SCD Progresso                 | Cotignola, ASD Massa Lombarda, Giovane Cattolica, Faenza Calcio                                    |
| (Furlansko-Julské Benátsko) Eccellenza Friuli-Venezia Giulia          | ASD San Luigi                     | ASD Edmondo Brian             | ASD Lignano, ASD NK Kras, ASD Juventina                                                            |
| (Lazio) Eccellenza Lazio – Skupina A                                  | ASD Team Nuova Florida 2005       | ASD Valle del Tevere          | ASD ALMAS Řím, SSD Ronciglione United, USD Montalto                                                |
| (Lazio) Eccellenza Lazio – Skupina B                                  | ASD Pro Calcio Tor Sapienza       | SSD Pomezia Calcio            | SSD Colleferro Calcio, SSD Pro Řím Calcio, ASD Grifone Gialloverde, ASD Latina S. Sermoneta FC     |
| (Liguria) Eccellenza Liguria                                          | Vado FC 1913                      | USD Rivarolese 1919           | ASD Valdivara 5 Terre, ASD Ventimiglia Calcio, ACD Sammargheritese 1903                            |
| (Lombardie) Eccellenza Lombardia – Skupina A                          | USD Castellanzese 1921            | ACD Legnano                   | CSD Ferrera Erbognone, SSD Città di Vigevano, ASD Union Villa Cassano                              |
| (Lombardie) Eccellenza Lombardia – Skupina B                          | ASD NibionnOggiono                | ASD Tritium Calcio 1908       | AS Sancolombano Calcio, GSD Arcellasco Città di Erba, ASD Caprino Calcio                           |
| (Lombardie) Eccellenza Lombardia – Skupina C                          | ASD Calcio Brusaporto             | USD Breno                     | SSDCO Orsa Iseo Intramedia, FCD Casazza, ASD Orceana Calcio                                        |
| (Marche) Eccellenza Marche                                            | ASD US Tolentino 1919             | ASD Porto Sant'Elpidio Calcio | Monticelli, SS Portorecanati ASD, Camerano, Biagio Nazzaro                                         |
| (Molise) Eccellenza Molise                                            | ASD Pol. Vastogirardi             | ASD Roseto                    | ASD Alliphae, ASD FWP Matese, ACD Olimpia Riccia                                                   |
| (Piemont a Údolí Aosty) Eccellenza Piemonte-Valle d'Aosta – Skupina A | ASDC Verbania                     | Pont Donnaz H.A.              | ASD Arona Calcio, Orizzonti United, Lucento                                                        |
| (Piemont a Údolí Aosty) Eccellenza Piemonte-Valle d'Aosta – Skupina B | Fossano Calcio SSD                | AS Canelli                    | Cheraschese, U.Bussolenobruzolo, AS Albese Calcio                                                  |
| (Apulie) Eccellenza Puglia                                            | SSD Casarano Calcio               | SSD Brindisi FC               | ASD Molfetta Sportiva 1917, Avetrana, Terlizzi                                                     |
| (Sardinie) Eccellenza Sardegna                                        | Muravera                          | Sorso Calcio                  | San Teodoro, Tortolì, Stintino                                                                     |
| (Sicílie) Eccellenza Sicilia – Skupina A                              | ASD Licata Calcio                 | ASD Canicattì                 | ASD Polisportiva Castelbuono, ASD Partinicaudace, ASD Mazara Calcio, Pol.D. Nuova Città di Caccamo |
| (Sicílie) Eccellenza Sicilia – Skupina B                              | ASD Marina di Ragusa              | ASD Calcio Biancavilla 1990   | ASD Real Aci, ASD Jonica FC, APD Terme Vigliatore                                                  |
| (Toskánsko) Eccellenza Toscana – Skupina A                            | ASD Unione Sportiva Grosseto 1912 | US Fucecchio                  | AC Sporting Cecina 1929, Atletico Piombino SSD, Ponte Buggianese                                   |
| (Toskánsko) Eccellenza Toscana – Skupina B                            | Grassina                          | USD Poggibonsi                | Bucinese, Castiglionese, Pratovecchio Stia                                                         |
| (Tridentsko-Horní Adiže) Eccellenza Trentino-Alto Adige               | USD Dro Alto Garda                | DFC Obermais                  | AFC Eppan, SSV Naturns, ASD Calciochiese                                                           |
| (Umbrie) Eccellenza Umbria                                            | Foligno Calcio ASD                | Lama                          | Pievese, ASD Pontevecchio, Massa Martana                                                           |
| (Benátsko) Eccellenza Veneto – Skupina A                              | SSD Vigasio                       | Calcio Caldiero Terme         | Piovese SSD, USD Calidonense, ASDC San Giovanni Lupatoto                                           |
| (Benátsko) Eccellenza Veneto – Skupina B                              | Luparense FC                      | AC Mestre SSD                 | FCD Treviso Academy SSD, SSD Tombolo Vigontina San Paolo, SSD FC Nervesa                           |